# Kémkedés (bűncselekmény)
A kémkedés az állam elleni bűncselekmények egyike. Ez a cikk a büntetőjogi vonatkozásokkal foglalkozik, a hírszerző tevékenységet általánosságban külön cikk tárgyalja.

## Története
A kémkedés az embercsoportok közötti konfliktusokat ősidők óta kísérő tevékenység, amit felfedése esetén – különösen háborúk idején – általában halállal büntettek. Egy jogi meghatározása szerint a kémkedés az a tevékenység, amikor polgári vagy katonai személy titokban az egyik hadviselő fél területén értesüléseket szerez azért, hogy azokat a másik féllel közölje.
A szárazföldi háború törvényeire és szokásaira vonatkozó  1907. évi hágai egyezmény értelmében már azonban a tetten ért kémet előzetes ítélethozatal nélkül megbüntetni (azaz kivégezni) nem szabad. Az egyezmény különbséget tesz a katonai illetve polgári ruhában tevékenykedő felderítők között is, az előbbieket nem tekintve kémeknek.
Amíg a halálbüntetés világszerte fennállt, a háború idején folytatott kémkedést a legtöbb állam katonai törvénykönyve halállal rendelte büntetni, de a béke idején folytatott ilyen tevékenységekre is különösen súlyos büntetési tételeket állapítottak meg.

## Magyarországon

### Az 1961. évi Btk.-ban
A kémkedés különös részi tényállásának szabályai az 1961. évi Btk. 131. §-a szerint a következők voltak:
- (1) Aki külföldi kormány, külföldi szervezet vagy ezek megbízottja részére hírszerző tevékenységre ajánlkozik vagy vállalkozik, öt évtől tizenkét évig terjedő szabadságvesztéssel büntetendő.
- (2) Aki a Magyar Népköztársaság hátrányára felhasználható adatot abból a célból szerez meg, gyűjt vagy szolgáltat ki, hogy az adat külföldi kormánynak, külföldi szervezetnek vagy ezek megbízottjának tudomására jusson, tíz évtől tizenöt évig terjedő szabadságvesztéssel büntetendő.
- (3) A büntetés tíz évtől tizenöt évig terjedő szabadságvesztés vagy halál, ha a (2) bekezdésben meghatározott kémkedést
  - a) államtitok tekintetében,
  - b) rendszeresen vagy kémszervezet tagjaként, avagy
  - c) háború idején követték el.
- (4) Aki kémkedésre irányuló előkészületi cselekményt hajt végre, két évtől nyolc évig, háború idején öt évtől tizenkét évig terjedő szabadságvesztéssel büntetendő.
- (5) Nem büntethető az a magyar állampolgár, akit külföldi kémszervezet beszervezett, amennyiben - mielőtt bármilyen kémtevékenységet folytatott volna - a hatóságnál azonnal - ha a beszervezés külföldön történt, Magyarországra érkeztekor nyomban - önként jelentkezik, és a kémszervezettel való kapcsolatát teljes egészében feltárja.

### Az 1978. évi IV. törvényben
A kémkedést az 1978. évi Btk. 147. §-a a következő módon szabályozta:
- (1) Aki a Magyar Népköztársaság hátrányára felhasználható adatot abból a célból szerez meg, gyűjt vagy szolgáltat ki, hogy az külföldi kormánynak vagy külföldi szervezetnek a tudomására jusson, bűntettet követ el, és öt évtől tizenöt évig terjedő szabadságvesztéssel büntetendő.
- (2) A büntetés tíz évtől tizenöt évig terjedő vagy életfogytig tartó szabadságvesztés vagy halál, ha a kémkedést
  - a) államtitok tekintetében,
  - b) kémszervezet tagjaként,
  - c) háború idején

követik el.
- (3) Aki kémkedésre ajánlkozik vagy vállalkozik, bűntettet követ el, és két évtől nyolc évig terjedő szabadságvesztéssel, egyéb előkészületi tevékenység esetén egy évtől öt évig, háború idején két évtől nyolc évig terjedő szabadságvesztéssel büntetendő.
- (4) Nem büntethető kémkedésre ajánlkozás vagy vállalkozás miatt, aki - mielőtt egyéb kémtevékenységet fejtett volna ki - ajánlkozását vagy vállalkozását a hatóságnak azonnal, ha pedig az külföldön történt, Magyarországra érkeztekor nyomban bejelenti, és a külföldi szervezethez fűződő kapcsolatát teljesen feltárja.

### A közkegyelem gyakorlásáról szóló 1989. évi XXXVII. törvényben
- Az 1989. évi amnesztia-törvény kifejezetten kizárta a végrehajtási kegyelemből a kémkedés bűncselekmény miatt elítélteket.[2]

## Kémkedés a 2012. évi C. törvény 261. §-a szerint
- Aki idegen hatalom vagy idegen szervezet részére Magyarország ellen hírszerző tevékenységet folytat, bűntett miatt két évtől nyolc évig terjedő szabadságvesztéssel büntetendő.[3]
- Aki az (1) bekezdésben meghatározott kémkedést szigorúan titkos minősítésű adat kiszolgáltatásával követi el, öt évtől tizenöt évig terjedő szabadságvesztéssel büntetendő.[4]
- Aki kémkedésre irányuló előkészületet követ el, egy évtől öt évig terjedő szabadságvesztéssel büntetendő.[5]
- Nem büntethető a hírszerző tevékenységre ajánlkozás vagy vállalkozás miatt, aki - mielőtt egyéb hírszerző tevékenységet fejtett volna ki - az ajánlkozását vagy vállalkozását a hatóságnak vagy az állam illetékes szervének bejelenti, és a külföldi kapcsolatát teljesen feltárja.[6]

## Kémkedés az Európai Unió intézményei ellen
- A 261. § szerint büntetendő, aki az Európai Unión kívüli harmadik állam részére az Európai Parlament, az Európai Bizottság vagy az Európai Unió Tanácsa ellen hírszerző tevékenységet folytat.[7]Az Országgyűlés 2012-ben iktatta be ezt az új tényállást a bűncselekmények közé. A parlamenti vita során ezt a rendelkezést éppen egy jobbikos országgyűlési képviselő kifogásolta.[8]

## A szövetséges fegyveres erő ellen elkövetett kémkedés
- A 261. § szerint büntetendő, aki a kémkedést Magyarország vagy a kölcsönös katonai segítségnyújtás kötelezettségét tartalmazó hatályos nemzetközi szerződés szerint Magyarországgal szövetséges állam területén, szövetséges fegyveres erő ellen követi el.[9]
- "A szövetséges fegyveres erő ellen elkövetett kémkedés bűncselekményének jogi tárgya Magyarország alkotmányos rendje, szuverenitása, az állam biztonságának fontos érdekei. A bűncselekmény tényállása a 287. §-ban meghatározott kémkedésre utal, az ott meghatározottak szerint rendeli büntetni azt, aki a Magyarország vagy a kölcsönös katonai segítségnyújtás kötelezettségét tartalmazó hatályos nemzetközi szerződés szerint a Magyarországgal szövetséges fegyveres erő elleni kémkedést követ el. A szövetséges fegyveres erő fogalmára az értelmező rendelkezés az irányadó. A kölcsönös katonai segítségnyújtás kötelezettségét az 1999. évi I. törvénnyel kihirdetett nemzetközi szerződés tartalmazza."[10]